# Этнографический музей в Бутаре
Этнографический музей (руанда Ingoro y'imibereho y'Abanyarwanda) открыт в 1987 году в городе Бутаре. В 1989 году на его базе был создан Институт национальных музеев Руанды, одним из подразделений которого в настоящее время и является музей.
Ранее известен как Национальный музей Руанды.

## О музее
Первый из музеев в составе Института национальных музеев Руанды. В семи залах музея экспонируются предметы исторической, этнографической, художественной и археологической тематики.
Геноцид в Руанде 1994 года отразился также и на музее: здесь была убита, помимо других людей, королева-мать Розали Гицанда, вдова короля Мутары III.

## Галерея

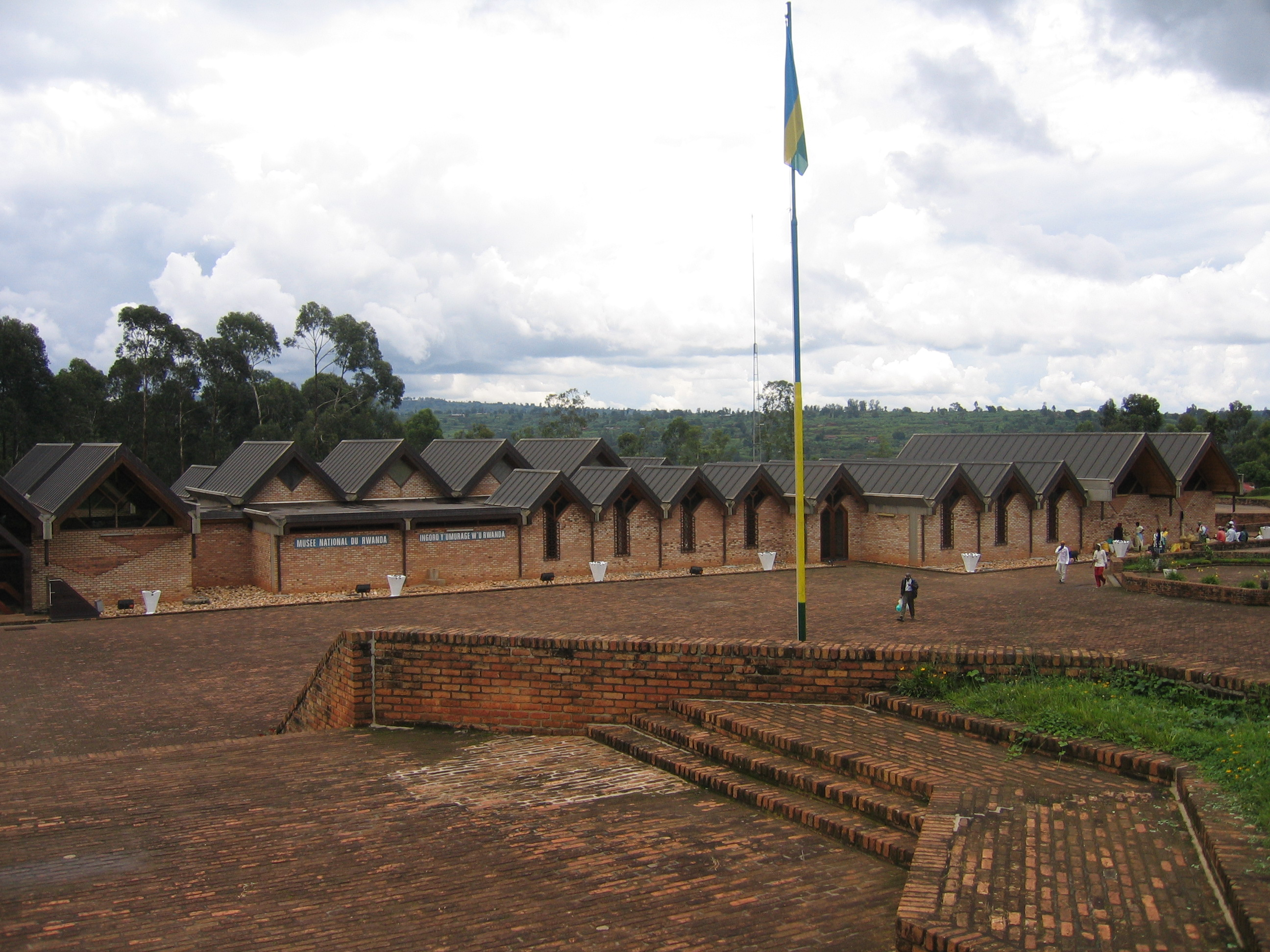
Этнографический музей
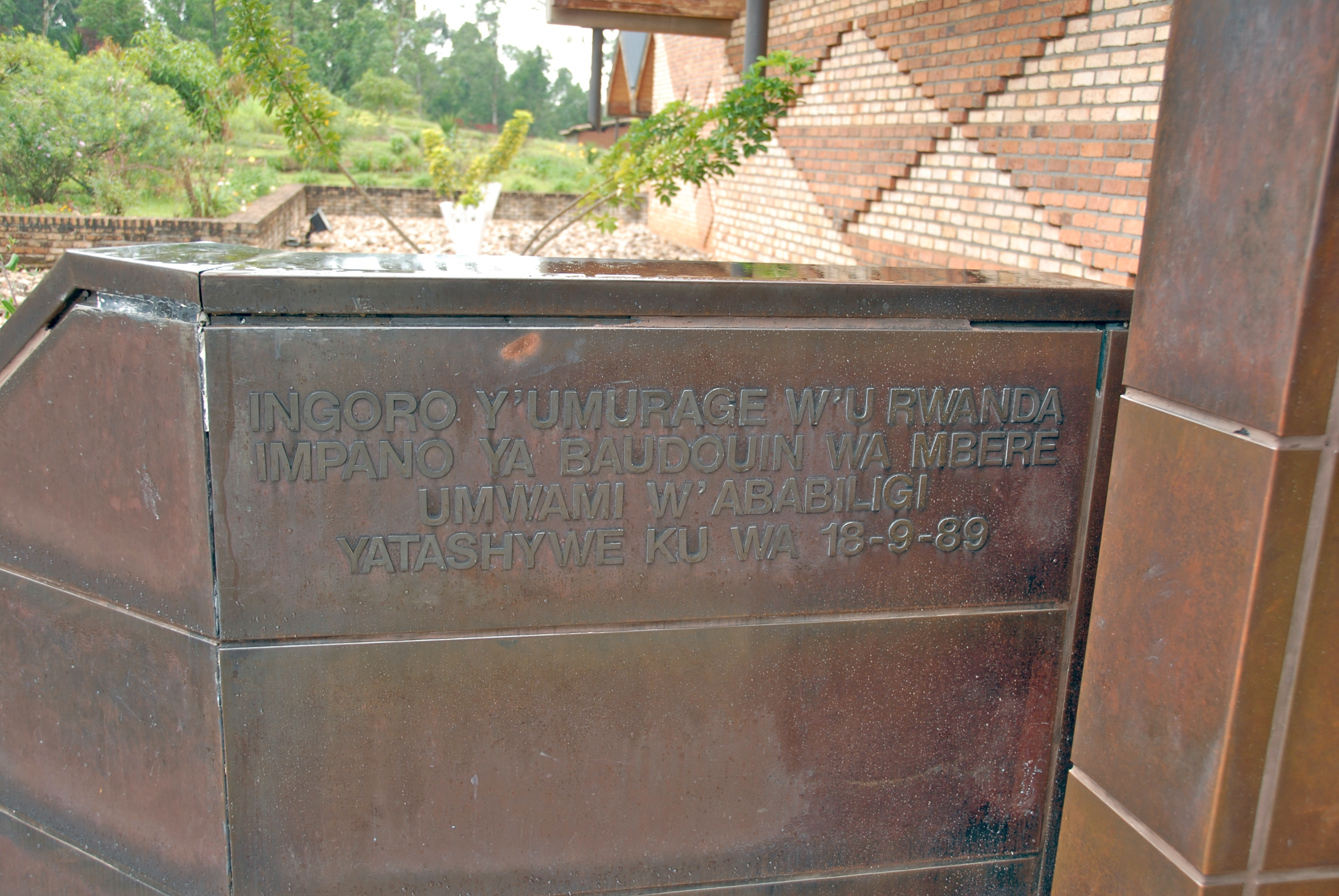
Этнографический музей
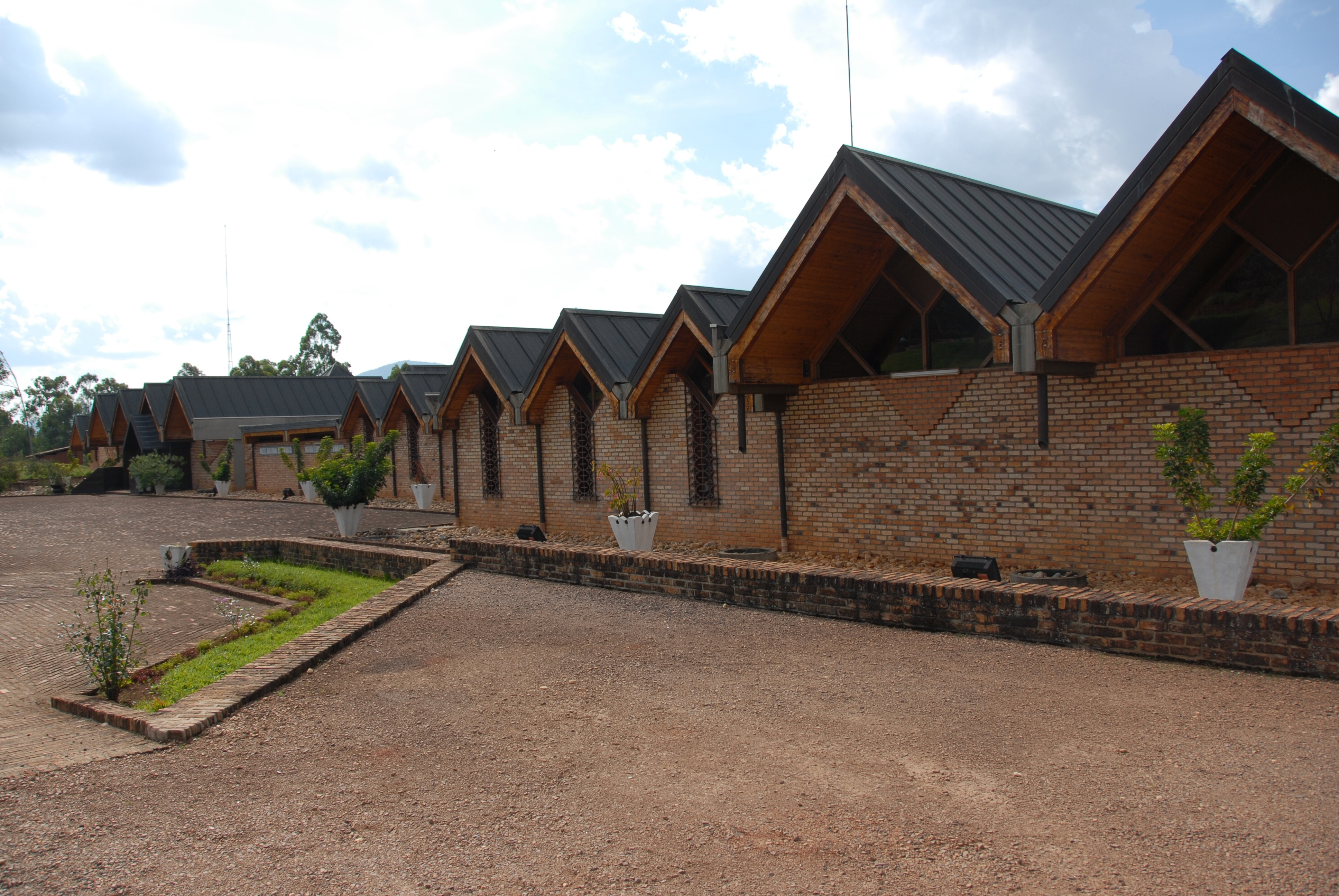
Этнографический музей
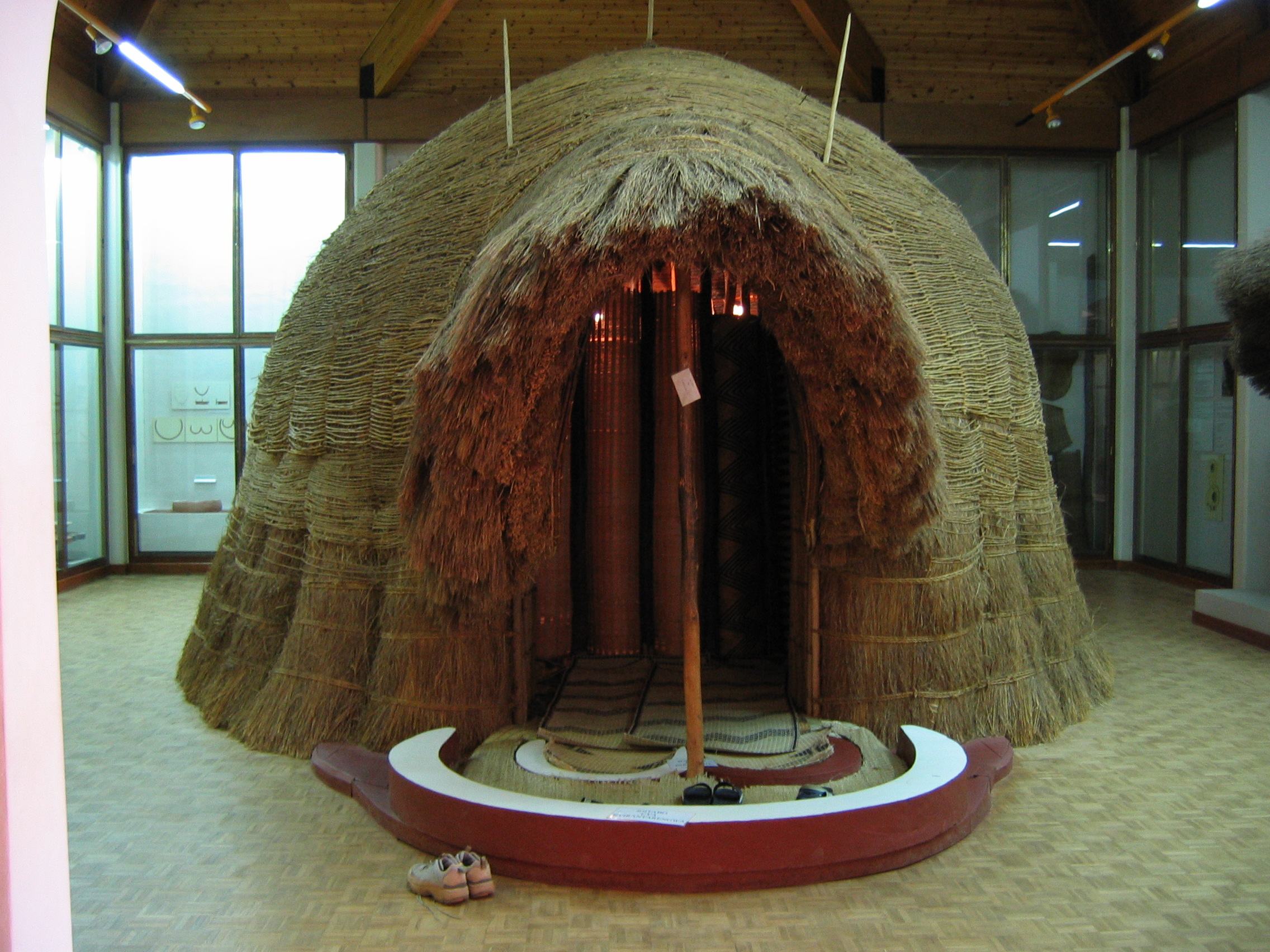
Реконструкция королевской хижины
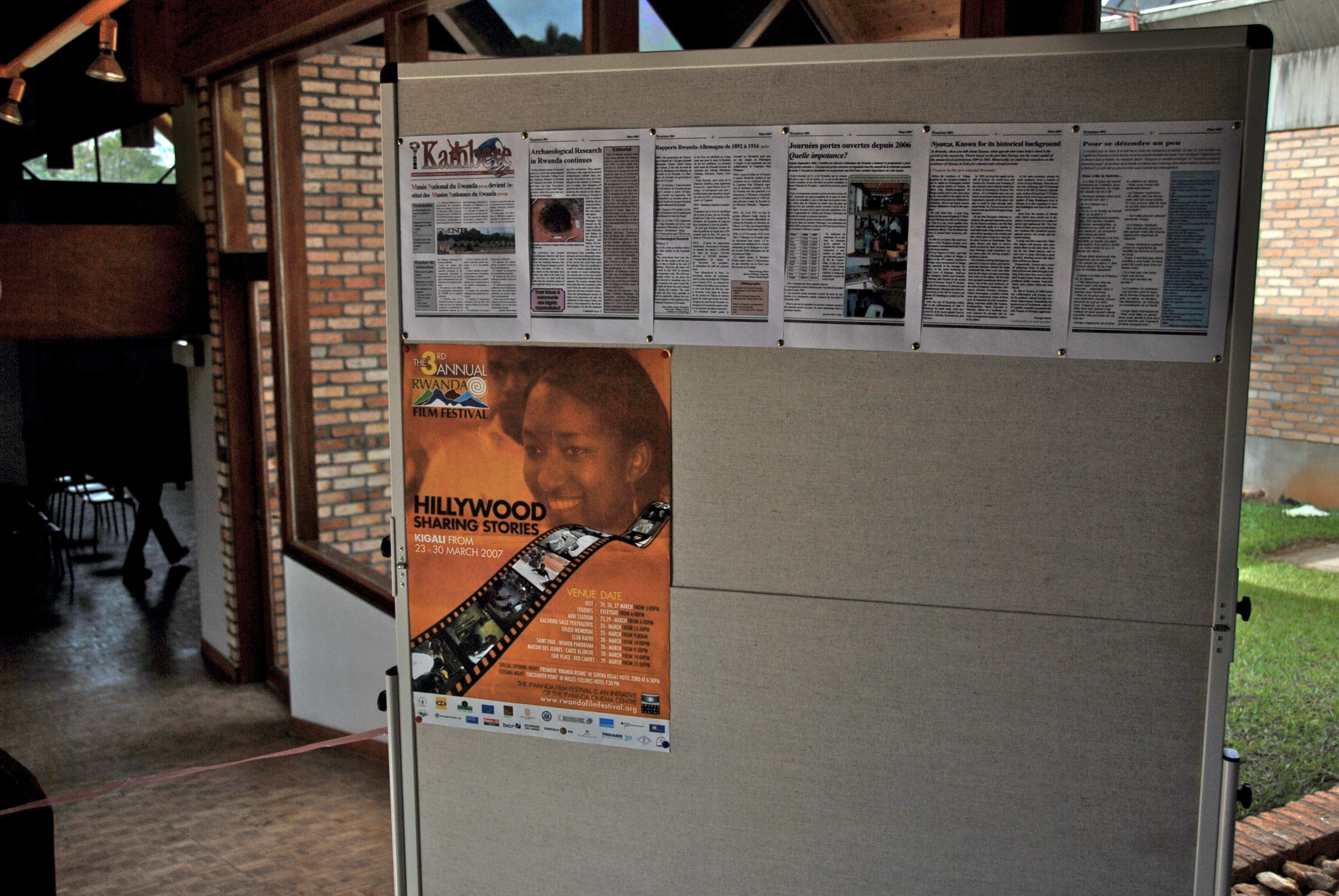
Этнографический музей